# Coupe Memorial 1957
Navigation
Édition précédente Édition suivante
La finale de l'édition 1957 de la Coupe Memorial est présentée au Whitney Forum de Flin Flon au Manitoba ainsi qu'au Regina Exhibition Stadium de Régina en Saskatchewan et est disputé entre le vainqueur du Trophée George T. Richardson, remis à l'équipe championne de l'est du Canada et le vainqueur de la Coupe Abbott remis au champion de l'ouest du pays.

## Équipes participantes
- Les Canadiens junior d'Ottawa, équipe indépendante, en tant que champion du Trophée George T. Richardson.
- Les Bombers de Flin Flon de la Ligue de hockey junior de la Saskatchewan en tant que vainqueur de la Coupe Abbott.

### Résultats
| Match | Vainqueur                 | Résultat | Perdant                   | Lieu                               |
| ----- | ------------------------- | -------- | ------------------------- | ---------------------------------- |
| 1     | Bombers de Flin Flon      | 3-1      | Canadiens junior d'Ottawa | Whitney Forum (Flin Flon)          |
| 2     | Canadiens junior d'Ottawa | 4-3      | Bombers de Flin Flon      | Whitney Forum (Flin Flon)          |
| 3     | Canadiens junior d'Ottawa | 5-2      | Bombers de Flin Flon      | Whitney Forum (Flin Flon)          |
| 4     | Bombers de Flin Flon      | 3-1      | Canadiens junior d'Ottawa | Regina Exhibition Stadium (Régina) |
| 5     | Bombers de Flin Flon      | 3-2      | Canadiens junior d'Ottawa | Regina Exhibition Stadium (Régina) |
| 6     | Canadiens junior d'Ottawa | 4-2      | Bombers de Flin Flon      | Regina Exhibition Stadium (Régina) |
| 7     | Bombers de Flin Flon      | 3-2      | Canadiens junior d'Ottawa | Regina Exhibition Stadium (Régina) |

## Effectifs
Voici la liste des joueurs des Bombers de Flin Flon, équipe championne du tournoi 1957 :
- Entraîneur : Bobby Kirk
- Gardiens : George Wood
- Défenseurs : George Barabonoff, Mike Kardash, Rud Lee, Duane Rupp, Jack Webb et Ken Willey.
- Attaquants : Barry Beatty, Jean Gauthier, Pat Ginnell, Harvey Fleming, Carl Forster, Wayne Hall, Ted Hampson, Ron Hutchinson, Len Iles, George Konik, Orland Kurtenbach, Cliff Lennartz, Stan Moskal, Mel Pearson et Ernie Poirer.